# Clay Jensen
Clay Jensen è un personaggio del romanzo 13 e dell'omonima serie televisiva statunitense, nella quale è interpretato da Dylan Minnette.

## Storia
Nella serie televisiva, Clay è uno studente castano e di classe media di un liceo americano, che è sia un amico che un breve interesse amoroso di Hannah Baker, una delle compagne di scuola di Clay. L'altezza di Clay non è mai specificata nel libro. Sia nel romanzo di Asher sia nella serie di Netflix, la storia delle esperienze di Hannah nel suo liceo vengono raccontate attraverso gli occhi di Clay mentre reagisce al contenuto delle cassette di Hannah che spiegano perché si è suicidata. Anche se Hannah lascia esplicite istruzioni prima del suo suicidio che Clay dovrebbe ascoltare i nastri, chiarisce che Clay non è uno dei motivi del suo suicidio, ma piuttosto voleva fargli scoprire esattamente perché si è suicidata.

## Sviluppo
A giugno 2016 è stato annunciato che Dylan Minnette avrebbe interpretato Clay Jensen. In un articolo sul sito web People, è stato notato che Minnette aveva una connessione con il suo personaggio. L’attore ha anche affermato in un'intervista per il sito: "la mia vita non sfugge al personaggio - non puoi sfuggirgli davvero. Allo stesso tempo, ho iniziato a vedere molto di me stesso in Clay, e vedere così tanto di Clay in me, a volte sul set influisce su di me molto di più."
Minnette, in un'intervista sul ruolo di Clay nella seconda stagione, ha dichiarato: "Quando inizia la seconda stagione, troviamo Clay che cerca di andare avanti con la sua vita, sta cercando di essere felice e sta cercando di vivere una vita normale, ma penso che realizzi abbastanza rapidamente che quello non è possibile, deve ancora vivere con il ricordo di Hannah, che è molto personale per lui, e lo porta giù per delle strade piuttosto buie. Cerca di combatterlo, ma sa che non può".

## Accoglienza
The Express ha detto che l'attore aveva conquistato "molti fan nel ruolo di Clay". Nell'articolo del sito People, hanno notato come i follower di Minnette siano aumentati molto, specialmente su Instagram. Un recensore di IGN ha dichiarato sul personaggio: "Minnette fa un ottimo lavoro in quello che è spesso un ruolo difficile, anche se la serie si basa un po’ troppo sugli scatti di Clay che guardano malinconicamente in lontananza mentre ricorda le sue interazioni con Hannah". Ha anche commentato gli attori di Clay e Hannah dicendo "Langford e Minnette sono spesso meglio insieme, incanalando il giusto tipo di chimica calda ma imbarazzante che ti aspetteresti da due adolescenti che non possono dichiarare i loro sentimenti l'uno per l'altro".
Un articolo del Daily Mirror ha espresso delusione quando si è trattato del nastro di Clay nella serie dicendo: "Si scopre che la "ragione" di Clay non è nemmeno una ragione, e in tanti modi, rende tutto ancora più devastante e finito".